# پیام‌های هشدار بسته‌بندی دخانیات

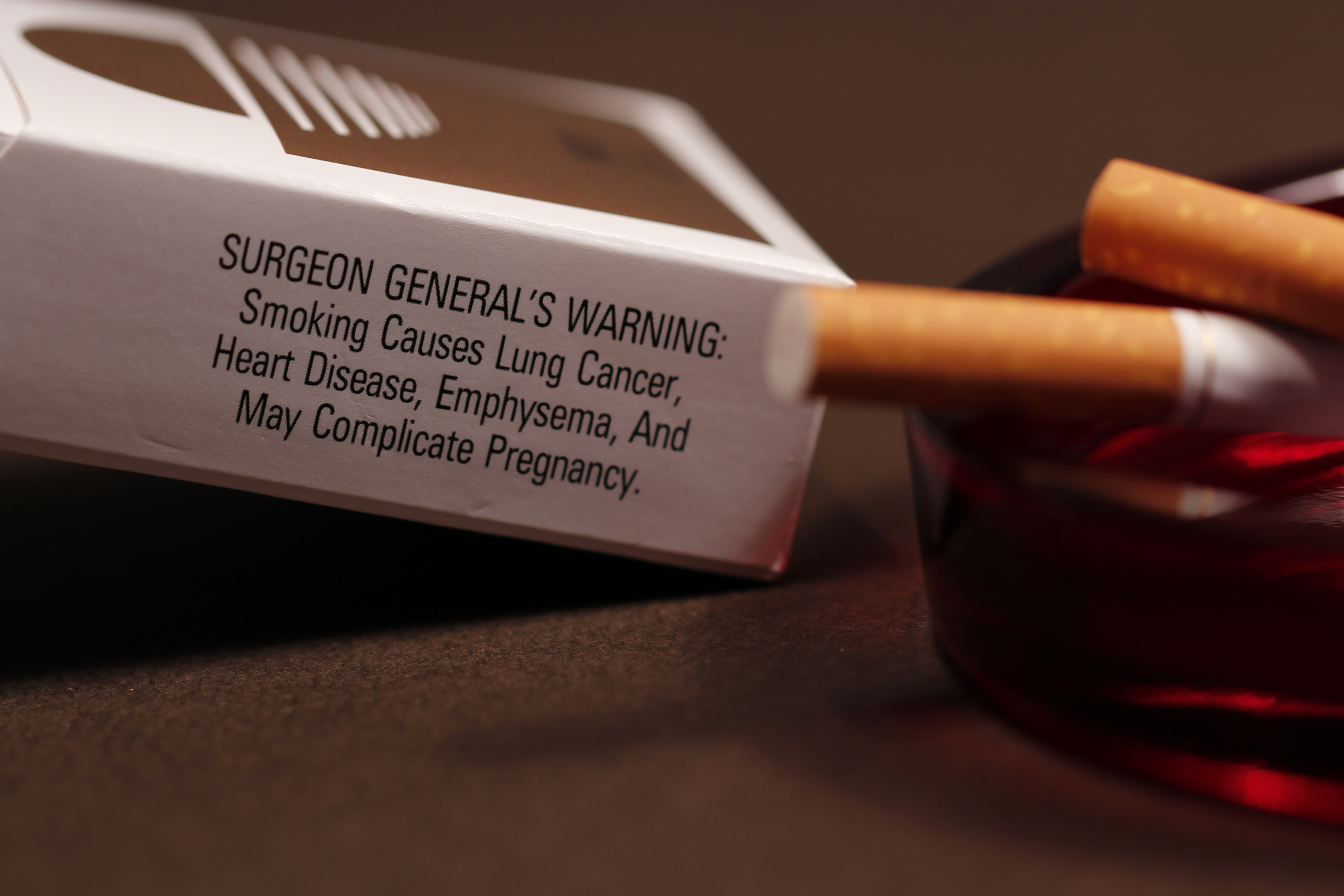
نمونه‌ای از پیام‌های هشداردهنده در رابطه با استعمال دخانیات بر روی پاکت سیگار

پیام‌های هشدار بسته‌بندی دخانیات (به انگلیسی: Tobacco packaging warning messages) پیام‌های هشداردهنده‌ای هستند که در مورد تأثیرات منفی استعمال دخانیات بر روی بسته‌بندی‌های مختلف تنباکو و به ویژه پاکت‌های سیگار درج می‌شوند. این پیام‌ها به منظور افزایش آگاهی افکار عمومی نسبت به تأثیرات جانبی و مضر سیگار کشیدن به اجرا گذاشته شده‌اند. به‌طور کلی، هشدارهای مورد استفاده در کشورهای مختلف سعی بر این دارند تا پیام‌های یکسانی را برای مصرف‌کنندگان محصولات دخانی به نمایش بگذارند. این هشدارها برای سال‌ها در تبلیغات دخانیات به صورت اجباری نهادینه شده‌است. اولین برچسب‌های هشدار دهنده اجباری در این رابطه، مربوط به کشور ایسلند و سال ۱۹۶۹ میلادی است. برزیل، دومین کشور در جهان و اولین کشور در آمریکای لاتین بود که تصاویر هشداردهندهٔ اجباری در این رابطه را به پاکت‌های سیگار افزود.
مجمع سازوکار در زمینه کنترل دخانیات با نام اختصاری WHO به منظور ارتقا سطح هشدارها و آگاهی عمومی از سو مصرف دخانیات و سیگار کشیدن در سال ۲۰۰۳ تصویب کرد؛ که وجود چنین هشدارهایی الزامی است. یک بررسی جداگانه در سال ۲۰۰۹ نیز مشخص ساخت که شواهد واضحی وجود دارد مبنی بر اینکه، ارائه اینگونه پیام‌ها بر روی بسته‌بندی‌ها، دانش مصرف‌کنندگان را در رابطه با این خطرات و پیامدها ارتقا می‌دهد. و باعث تغییر نگرش مصرف‌کنندگان نسبت به مصرف دخانیات می‌شود.

## نگارخانه

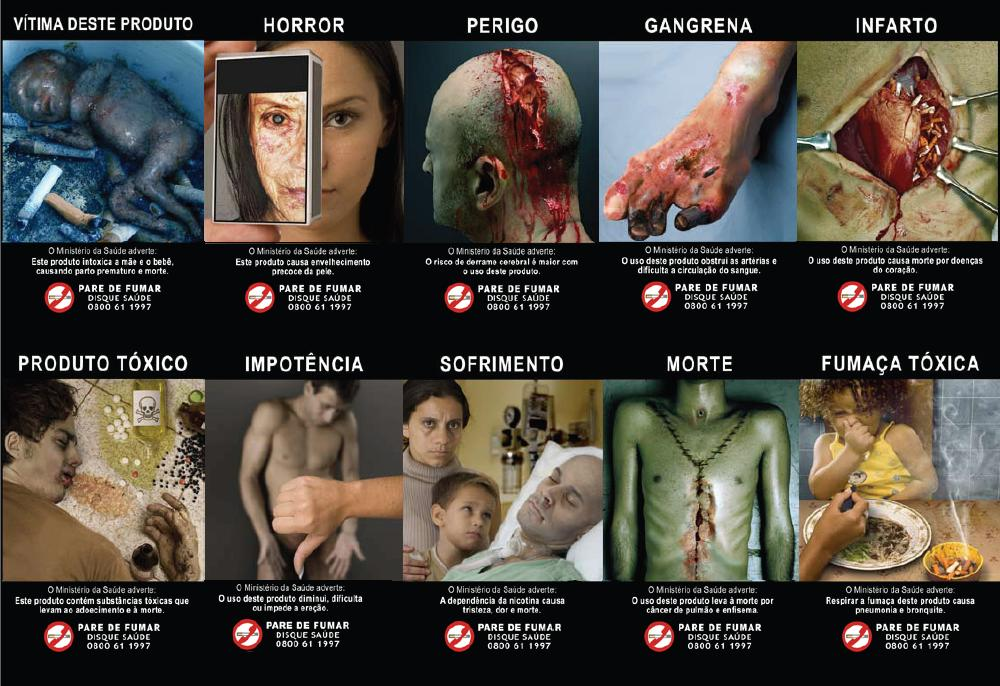
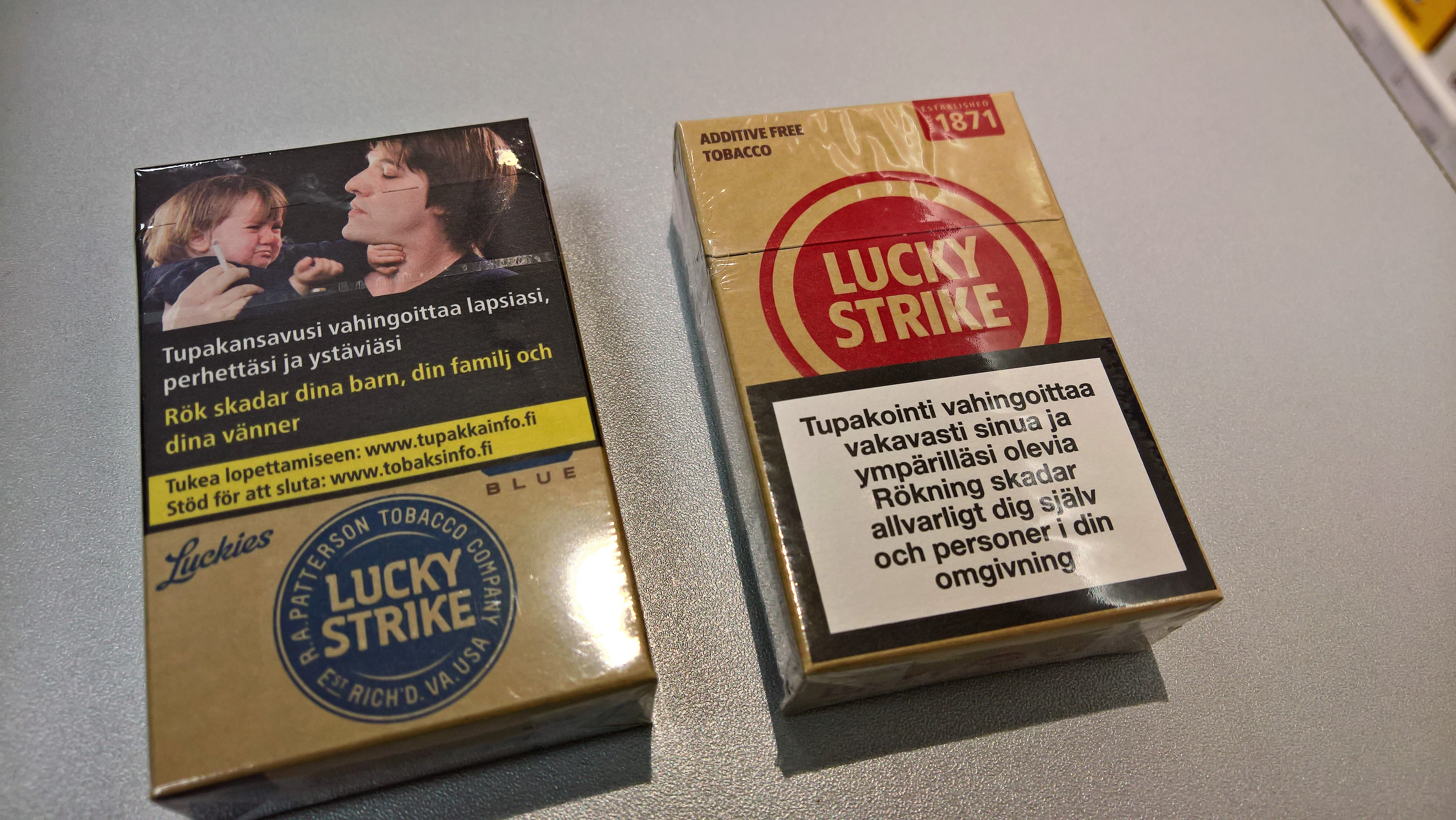
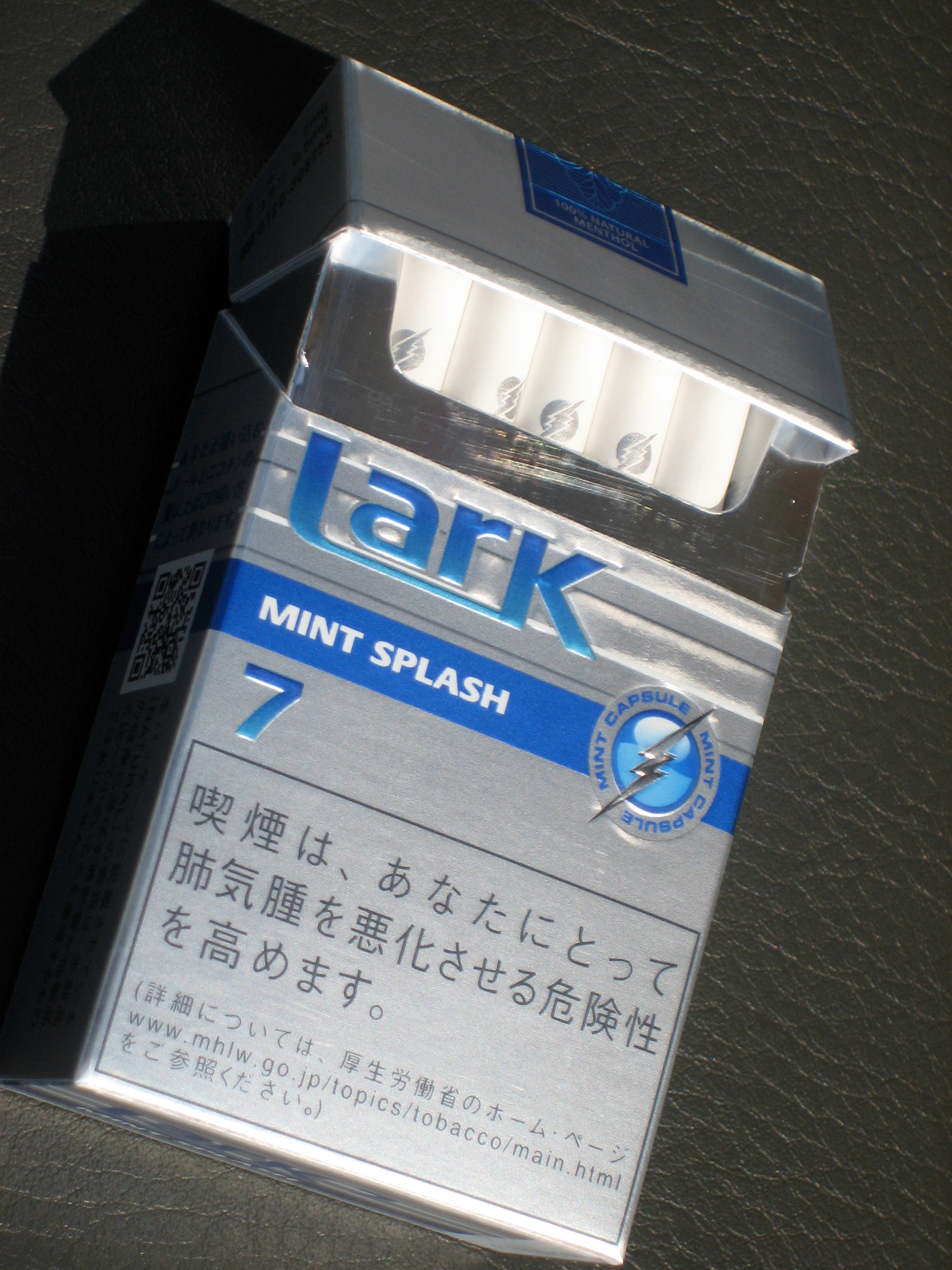
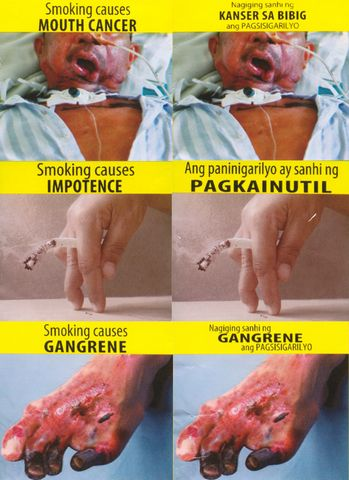
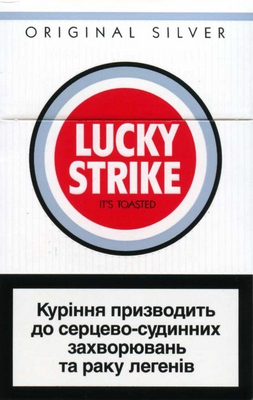
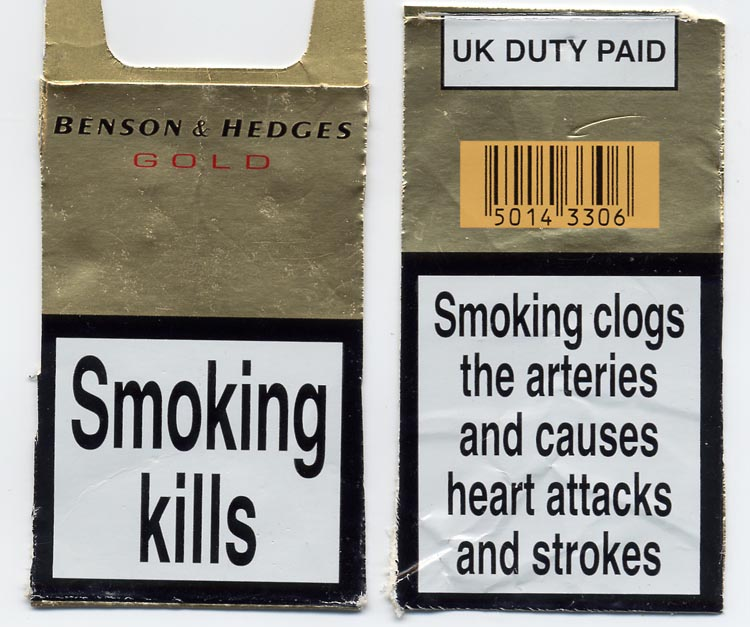